# 浜町 (山都町)
浜町（はままち）は、熊本県上益城郡山都町の地名。郵便番号は861-3518。

## 地理
山都町中央部に位置する。北で下馬尾、北東で城平、東で城原、南で下市、南西で千滝と接する。山都町役場が置かれる山都町の行政上の中心である。また旧・矢部町の中心街でもある。

## 歴史
- 1889年4月1日 - 町村制発足により、上益城郡浜町村が発足。
- 1912年4月1日 - 浜町村が町制施行。浜町となる。
- 1955年2月1日 - 浜町・下矢部村・白糸村・御岳村が対等合併し、矢部町が発足。
- 2005年（平成17年）2月11日 - 矢部町が山都町の一部になった事により所属が山都町となる。

## 世帯数と人口
2015年（平成27年）10月1日現在の世帯数と人口は以下の通りである。
| 町丁 | 世帯数  | 人口  |
| ---- | ------- | ----- |
| 浜町 | 291世帯 | 656人 |

## 小・中学校の学区
町立小・中学校に通う場合、学区は以下の通りとなる。
| 番地 | 小学校             | 中学校             |
| ---- | ------------------ | ------------------ |
| 全域 | 山都町立矢部小学校 | 山都町立矢部中学校 |

## 交通

### バス
熊本バスおよび山都町コミュニティバスの浜町バス停が置かれている。

### 道路
- 熊本県道180号南田内大臣線 - 地内を東西に貫いている。

## 施設
- 山都町役場
- 浜町郵便局
- 小一領神社
- 肥後銀行 浜町支店